# Janusz Olech
Janusz Roman Olech (* 4. April 1965 in Warschau) ist ein ehemaliger polnischer Säbelfechter.

## Erfolge
Janusz Olech wurde mit der Mannschaft 1986 in Sofia Vizeweltmeister. Dreimal nahm er an Olympischen Spielen teil. 1988 erreichte er in Seoul das Finale, in dem er Jean-François Lamour mit 4:10 unterlag. Mit der Mannschaft wurde er Fünfter. Bei den Olympischen Spielen 1992 in Barcelona und den Olympischen Spielen 1996 in Atlanta belegte er im Einzel den 12. bzw. den 22. Rang, mit der Mannschaft den sechsten bzw. den vierten Rang.